# Bactrosaurus
Bactrosaurus is een geslacht van plantenetende ornithischische dinosauriërs, behorend tot de groep van de Euornithopoda, dat in het oosten van Azië leefde gedurende het late Krijt.

## Naamgeving
De typesoort en enige algemeen aanvaarde soort binnen het geslacht Bactrosaurus johnsoni werd in 1933 benoemd en beschreven door Charles Whitney Gilmore. Gilmore gaf geen etymologie; meestal wordt aangenomen dat de geslachtsnaam is afgeleid van het Klassiek Griekse baktron, "stok", een verwijzing naar de lange doornuitsteeksels op de ruggenwervels. Andere bronnen leggen echter een verband met Bactrië, hoewel het fossiel daar niet gevonden is en de naam dan incorrect gevormd zou zijn. De soortaanduiding eert hoogstvermoedelijk de ontdekker, in 1921, van de vindplaats en in 1923 van het fossiel Albert Johnson. Barnum Brown, die eind jaren twintig een skeletreconstructie opstelde in het American Museum of Natural History, was eerst van plan het geslacht "Paraiguanodon" te noemen; onder die naam is de replica een tijd tentoongesteld geweest. Volgens een publicatie van Lev Nesov uit 1995 zou Cionodon kysylkumensis uit Oezbekistan een soort zijn van Bactrosaurus maar dat wordt tegenwoordig algemeen verworpen.

## Vondsten
Verschillende fossielen, waaronder het holotype AMNH 6553, werden in 1922 en 1923 door Johnson, Walter Granger en Roy Chapman Andrews opgegraven in Johnson's Quarry in de Iren Dabasu-formatie in Binnen-Mongolië, lagen die stammen uit het Turonien-Santonien, ergens tussen de 93 - 85 miljoen jaar geleden. Ze bestaan uit vier fragmentarische schedels en gedeelten van de rest van het skelet van in totaal minstens negen individuen, in leeftijd variërend van juveniel tot volwassen. Van het holotype zijn verder tien ruggenwervels, seven sacrale wervels, 36 staartwervels, het linkerschouderblad, het linkerborstbeen, beide schaambeenderen, beide zitbeenderen, een linkerdijbeen, een linkerkuitbeen, een complete linkervoet en een gedeeltelijke rechtervoet bewaard gebleven. Andere specimina zijn de schedelfragmenten AMNH 6335, 6336 en 6370 en het juveniel exemplaar AMNH 6577. Gilmore wees ook enkele fragmenten uit andere locaties aan de soort toe.

## Beschrijving

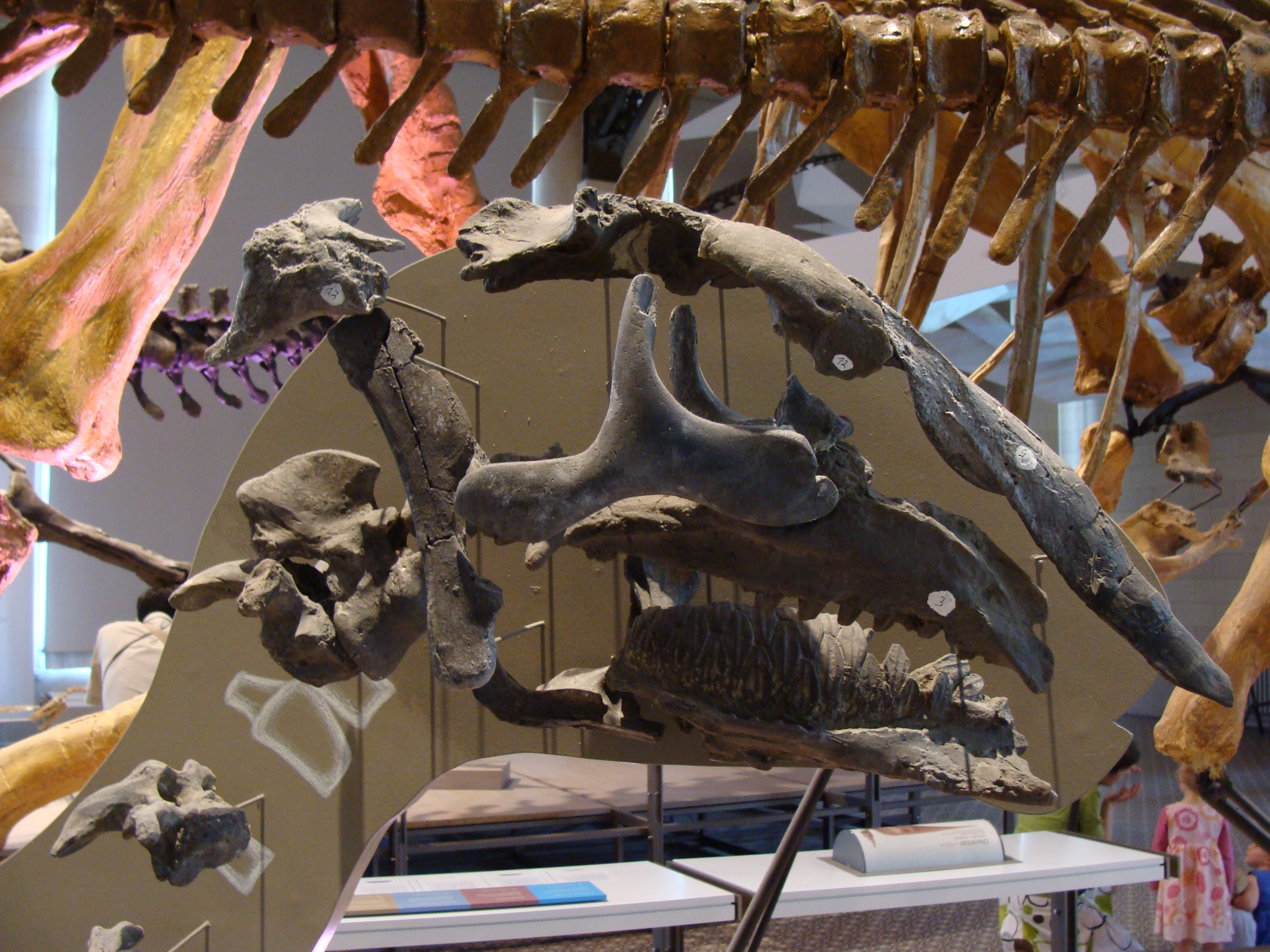
Een afgietsel van de schedel

Bactrosaurus werd ongeveer zes meter lang en was robuust gebouwd. Het dijbeen van het grootste exemplaar, in dit geval het holotype, heeft een lengte van tachtig centimeter, wat duidt op een heuphoogte van ongeveer twee meter en een gewicht van ruim een ton. Net als de Hadrosauridae had Bactrosaurus een gehoornde bek en een steeds aangroeiende tandenbatterij die gebruikt werd om planten te kauwen. Het lichaam lijkt op dat van lambeosaurine hadrosauriden. Volgens de diagnose van Gilmore waren dit typerende kenmerken van de soort: de tanden zijn gereduceerd; de tandenbatterij bestaat uit 23 verticale rijen tanden in de bovenkaak, 28 in de onderkaak; de achterste ruggenwervels hebben lange knuppelvormige doornuitsteeksels; er zijn zeven vergroeide sacrale wervels; het darmbeen is sterk gebogen en de processus preacetabularis buigt daarop naar beneden; het zitbeen is zwaargebouwd met een verbreed uiteinde; het schaambeen is kort met een sterk verbreed uiteinde; de uiterste teenkootjes hebben een verdikte plots afgesneden voorrand.
De aanwezigheid van juveniele exemplaren stelde Gilmore in staat als eerste vast te stellen dat tijdens de rijping het aantal verticale tandrijen toenam.

## Fylogenie
Er is nooit een volledig skelet van Bactrosaurus gevonden, maar de ontdekte fossielen geven toch veel inzicht omdat Bactrosaurus een van de oudste bekende hadrosauroïden was. Hij werd door Gilmore binnen de Hadrosauridae in de Lambeosaurinae geplaatst, hoewel het ontbreken van een schedelkam hem aan het twijfelen bracht. Sommige moderne analyses geven Bactrosaurus daarin inderdaad een basale positie; de uitkomst van andere echter is dat hij basaal in de Hadrosauroidea geplaatst is als een nauwe verwant van Levnesovia en wellicht Gilmoreosaurus; in dat geval zou het geen hadrosauride zijn.